# 4341 Poseidon
4341 Poseidon è un asteroide near-Earth. Scoperto nel 1987, presenta un'orbita caratterizzata da un semiasse maggiore pari a 1,8351439 au e da un'eccentricità di 0,6794885, inclinata di 11,85123° rispetto all'eclittica.